# 旧高取家住宅
旧高取家住宅（きゅうたかとりけじゅうたく）は、佐賀県唐津市にある伝統的建築物。

## 概要
「肥前の炭鉱王」として知られる高取伊好が1904年に自宅として建築したもので、その後昭和初期にかけて増築され現在の規模になった。
敷地は面積が約2300坪で唐津湾に面しており、建物は居室棟と大広間棟の2つからなっている。和風建築ながら洋間を持ち、また大理石のマントルピースやアールヌーボー調のシャンデリアを取り入れるなど、明治期の邸宅に特徴的な和風建築に洋風の要素を取り入れたつくりとなっている。また、大広間棟には能舞台や茶室が設けられており、座敷に仕組まれた能舞台は唯一の現存例なのではないかと言われている。杉戸絵や欄間などの意匠も特筆すべき点の1つで、このうち72枚ある杉戸絵については京都四条派の水野香圃が半年ほど滞在して制作したものとされている。その他、玄関が来賓用・主人用・家族用と3つ存在するなどの特徴もある。
1991年の台風により損傷し、当時の高取家当主は解体の意向を示していたが、唐津市内にある旅館の女将らが中心となって保存運動を展開。これにより多くの専門家らが当邸宅を訪れるようになり注目を浴びた。その後、1997年に当邸宅が高取家から唐津市に寄贈され、翌1998年に国の重要文化財に指定。2001年より文化庁の指導の下で保存・修復工事を行い、昭和初期の姿に再現。2007年より「旧高取邸」として一般公開されている。
なお、旧高取家住宅（旧高取邸）の南側には高取伊好が娘婿夫婦のために建てた舞鶴荘がある。

## 利用情報
- 所在地

佐賀県唐津市北城内5-40
- 入館料

一般510円、高校生250円
- 開館時間

9時30分 - 17時00分
- 休館日

毎週月曜日（祝日の場合は開館、直後の平日を休館）・年末年始（12月29日〜1月3日）

## 交通アクセス
- JR九州唐津線唐津駅下車、徒歩15分（約1.2km）。
- 博多バスターミナルより昭和バス「からつ号」に乗車し、唐津大手口バスセンター下車、徒歩8分（約650m）。
- マイカーの場合、西九州自動車道唐津インターチェンジから北西（唐津市街方面）へ向かい約15分（約7.3km）。
- 駐車場あり